# Ilūkste kommun
Ilūkstes novads var en kommun i Lettland. Den låg i den sydöstra delen av landet, 160 km sydost om huvudstaden Riga. Antalet invånare var 9 231. Arean var 648 kvadratkilometer.
2021 slogs kommunen samman med Daugavpils kommun och bildade Augšdaugava kommun.
Följande samhällen finns i Ilūkstes novads:
- Ilūkste
- Subate
- Dviete